# Зелёный патруль (фильм)
«Зелёный патруль» — советский цветной художественный фильм, поставленный режиссёром Глебом Нифонтовым в 1961 году на киностудии Моснаучфильм.
Экранизация одноименной книги Юрия Дмитриева.
Премьера фильма состоялась 4 августа 1961 года.

## Сюжет
Фильм о борьбе с нарушителями охраны родной природы. Мечтающий о приключениях в джунглях Африки
Димка, собирался провести лето в пионерском лагере на берегу Чёрного моря. Однако начало каникул он проводит в обыкновенном лесу среднерусской полосы. Узнав, что природу охраняют школьники, Димка вступает в «Зелёный патруль». С его помощью ребята выслеживают и обезвреживают браконьера.
В фильме воспета любовь к родной природе. Большое место занимает рассказ о жизни разнообразных обитателей леса — животных и птиц.

## В ролях
- Владимир Гуськов — Димка
- Иван Коваль-Самборский — Ефим Егорович, лесник
- Виктор Хохряков — секретарь райкома
- Леонид Глущенко — Антипов, браконьер
- Владимир Буяновский — Семён
- Валерий Головненков — Николай
- Борис Сморчков — «Косой»
- Л. Калинина Елена, сестра Димы
- Тамара Козлова — Оля
- Саша Баранов — Миша
- Владимир Борискин — браконьер
- Вячеслав Гостинский — Степан Ломакин
- Надежда Ефимова — Павлова
- Александр Кузнецов — комсорг
- Всеволод Тягушев — Петров, браконьер
- Аркадий Цинман — Вилькин, рыболов-браконьер
- Василий Цыганков — лесничий
- Михаил Кисляров — Ромка
- Марина Афонькина — эпизод
- Борис Дыбин — эпизод
- Тамара Криворучко — эпизод
- Александра Еремина — эпизод
- Юрий Середняков — эпизод
- Владимир Солодухов — эпизод
- Андрей Чернощеков — эпизод

## Съёмочная группа
- Режиссёр — Глеб Нифонтов
- Сценарист — Юрий Дмитриев
- Оператор — Георгий Хольный
- Композитор — Александр Локшин
- Художник — Яков Фельдман

## Критика
В фильме о юных защитниках есть немалое достоинство: маленькие зрители, посмотрев «Зеленый патруль», несомненно ощутят красоту родной земли, поймут, как важен каждый зеленый лист, каждая лесная пичуга. Но закономерное желание авторов фильма решить тему в сюжетной форме, игровыми художественными средствами порой превращается в самоцель, в ущерб естественнонаучной познавательности. Вместе с тем отсутствие настоящих характеров и острых ситуаций, неточность режиссерской работы с актерами не позволили фильму «Зеленый патруль» стать и полноценным художественным фильмом.— Ежегодник кино, 1961